# 愛德華·海涅
海因里希·愛德華·海涅（德語：Heinrich Eduard Heine，1821年3月16日—1881年10月21日）是一名德國數學家。
海涅因有關特殊函數和實數分析的結果而聞名，特別是他撰寫了一篇關於球諧函數與勒壤得函數的重要論文。他也研究了基本超幾何函數，並引進梅勒-海涅公式。

## 生平
愛德華·海涅在1821年3月16日出生於柏林，是銀行家卡爾·海涅和其妻子亨麗埃特·梅爾滕斯的第八個孩子。愛德華最初在家自學，之後就讀柏林的弗里德里希韋爾德體育學院及柯爾尼希體育學院。海涅在1838年從體育學院畢業後進入柏林大學就讀，之後轉到哥廷根大學，並參加卡爾·弗里德里希·高斯與莫里茨·亞伯拉罕·斯特恩所開設的數學講座。1840年，海涅回到柏林，在彼得·古斯塔夫·勒熱納·狄利克雷手下學習數學，同時參加了雅各布·斯坦納和約翰·法蘭茲·恩克的課程。1842年，他被柏林大學授予博士學位，提交了一篇關於微分方程的論文，導師是恩諾·德克森和馬丁·歐姆，海涅將這篇博士論文獻給他的教授古斯塔夫·狄利克雷。接下來他去了柯尼斯堡大學參加卡爾·雅可比的數學研討會，同時也上了恩斯特·弗朗茨·諾伊曼的數學物理課程。海涅在柯尼斯堡與同學古斯塔夫·克希荷夫及菲利普·路德維希·馮·賽德爾建立了聯繫。
1884年，海涅到波昂大學擔任教職員，並通過特許任教資格，開始擔任編外講師。他在波昂繼續從事數學研究，在1848年被提升為特別教授。1850年，他與柏林商人的女兒蘇菲·沃爾夫結婚，並育有4個女兒和1個兒子。1856年，海涅作為正式教授被調到哈勒大學，在那裡度過了他的餘生。1864年至1865年，他擔任該大學的校長。1875年，哥廷根大學向海涅提供一個數學教席的機會，但他決定拒絕這一提議，並留在哈勒。1877年，在高斯誕辰一百週年之時，他因其研究被授予高斯獎。愛德華·海涅在1881年10月21日於薩勒河畔哈勒逝世。

## 作品
- De aequationibus nonnullis differentialibus （页面存档备份，存于） (Berlin, 1842)
- Handbuch der Kugelfunctionen （页面存档备份，存于） (G. Reimer, Berlin, 1861)
- Handbuch der Kugelfunctionen, Theorie und Anwendungen (Volume 1) （页面存档备份，存于） (2nd ed., G. Reimer, Berlin, 1878)
- Handbuch der Kugelfunctionen, Theorie und Anwendungen (Volume 2) （页面存档备份，存于） (2nd ed., G. Reimer, Berlin, 1881)

## 外部連結
- 約翰·J·奧康納; 埃德蒙·F·羅伯遜, ,  （英语）
- 愛德華·海涅在數學譜系計畫的資料。